# Тёплый Стан (станция метро)
«Тёплый Стан» — станция Московского метрополитена на Калужско-Рижской линии. Выходы ведут в районы Тёплый Стан и Ясенево (ЮЗАО), по первому из которых станция получила название. Открыта 6 ноября 1987 года в составе участка «Беляево» — «Тёплый Стан». Колонная трёхпролётная станция мелкого заложения с одной островной платформой.
Наземный вестибюль отсутствует, выход в город — по подземным переходам на Профсоюзную улицу, Новоясеневский проспект и улицу Тёплый Стан, а также к торговым центрам «Принц Плаза», «Твин Плаза», «Спектр».

## История
Станция открыта в составе участка «Беляево» — «Тёплый Стан» 6 ноября 1987 года, к 70-летнему юбилею Октябрьской революции. После ввода участка в эксплуатацию в Московском метрополитене стало 134 станции.

## Конструкция и оформление
«Тёплый Стан» — колонная станция мелкого заложения (глубина — 8 м) с тремя пролётами. Авторы проекта — Н. И. Шумаков, Г. С. Мун и Н. В. Шурыгина. На станции 52 колонны с шагом 6,5 м. Колонны отделаны белым мрамором; путевые стены облицованы красно-коричневой керамической плиткой большого размера; пол выложен серым и чёрным гранитом. Светильники находятся в нишах свода.

## Путевое развитие
С момента открытия и до продления линии в сторону станции «Новоясеневская» в 1990 году станция была конечной. Поезда оборачивались по перекрёстному съезду, который в настоящее время наполовину разобран, оставлен пошёрстный съезд. Чуть севернее разобранной части на перегоне «Тёплый Стан» — «Коньково» имеется короткий участок, где тоннели сближены, и можно вплотную разглядеть проходящий по встречному пути состав. Другие конечные станции метро, на которых отсутствовали или отсутствуют оборотные тупики: «Волжская» (до 1996 года), «Крылатское» (до 2008 года), «Улица Старокачаловская» (до 2014 года), «Алма-Атинская», «Парк Победы» (до 2008 года), «Кунцевская», «Москва-Сити» и «Александровский сад».

## Станция в цифрах
Код станции — 107. В марте 2002 года пассажиропоток по входу составлял 73,4 тыс. чел. В 2010 году пассажиропоток по входу составил 95,5 тыс. чел. Это одна из самых загруженных станций не только на линии, но и в Москве, что объясняется наличием возле станции автовокзала, жизненно важного для города Троицк и прочих населённых пунктов Новой Москвы по Калужскому шоссе, где отсутствуют железные дороги.
Пикет ПК186+40.
Таблица времени прохождения первого поезда через станцию:
| По чётным числам             | Будние дни | Выходные дни |
| По нечётным числам           | Будние дни | Выходные дни |
| В сторону станции «Ясенево»  | 05:49:00   | 05:49:00     |
| В сторону станции «Ясенево»  | 06:02:00   | 06:00:00     |
| В сторону станции «Коньково» | 05:45:00   | 05:45:00     |
| В сторону станции «Коньково» | 06:03:00   | 06:03:00     |

## Наземный общественный транспорт
На этой станции можно пересесть на следующие маршруты городского пассажирского транспорта:
- Автобусы: е131, е132, е141, е142, е143, е144, е148, е151, е152, с14, 101, 159, с179, 188, 227, 250, 264, 281, 504, 553, 577, 600, 600к, 647, 767, 804, 837, 878, 882, 895, 895к, 912, с923, с976, 982, МК1, т72, т81, н16

## Фотографии

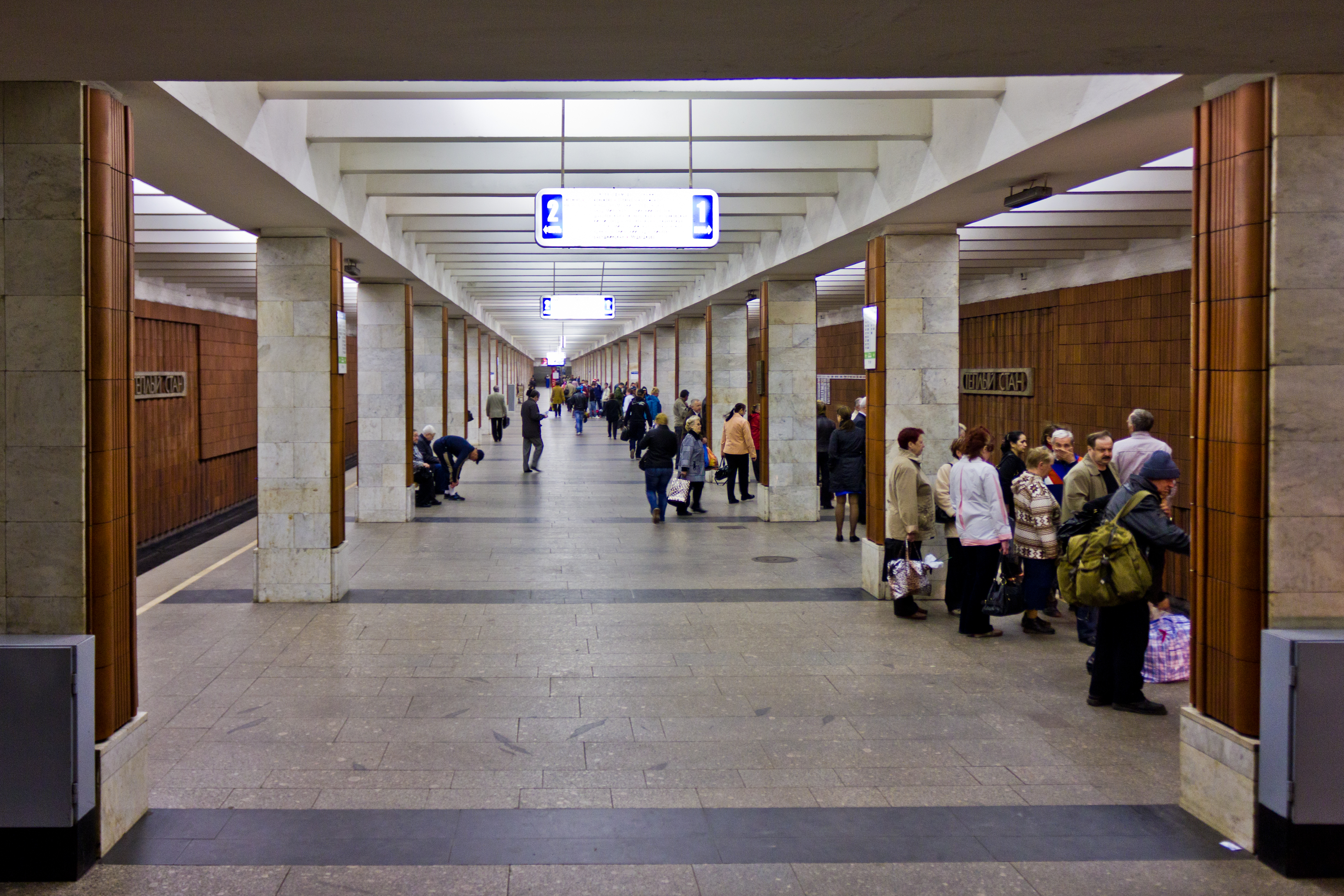
Вид зала от южного выхода
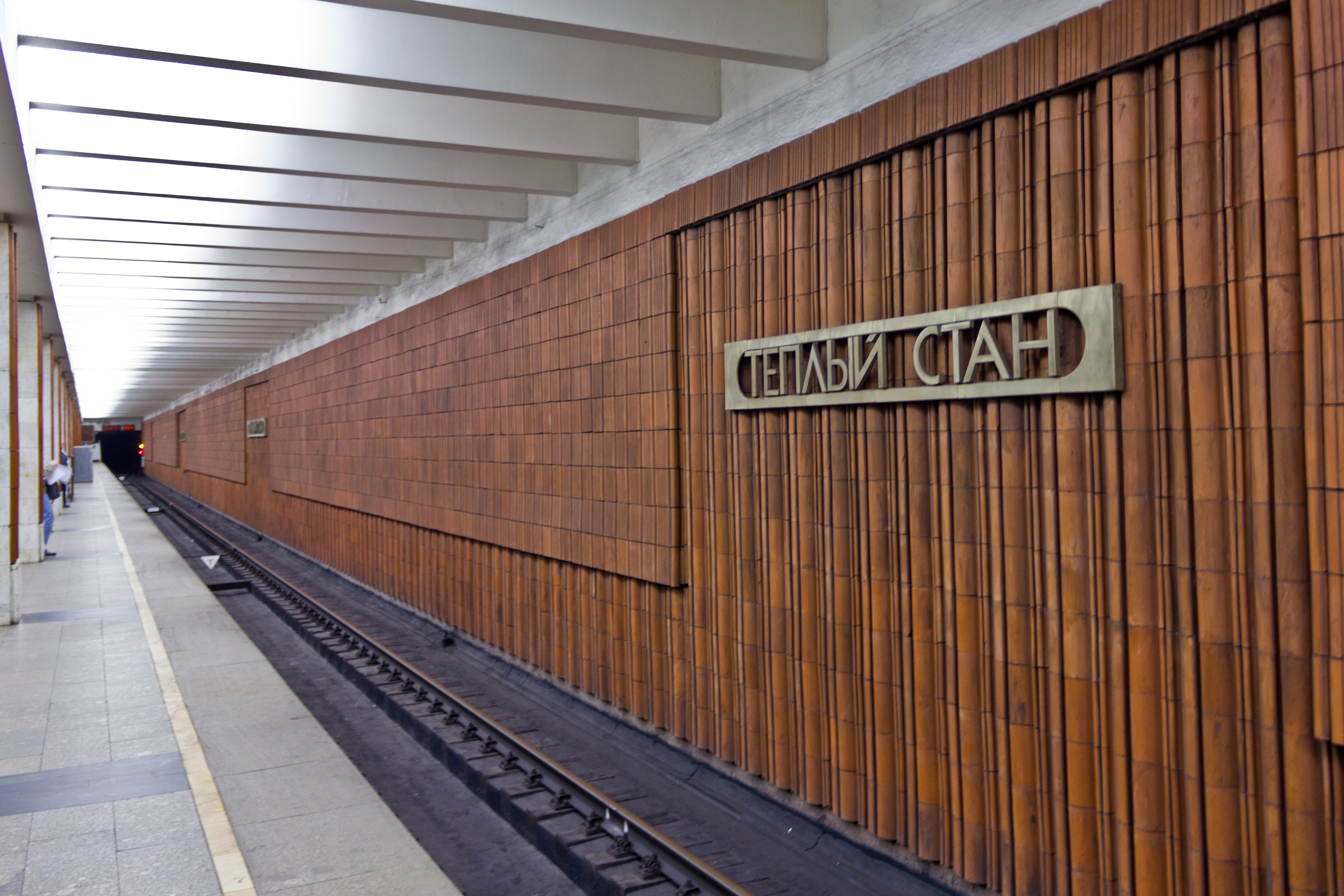
Путевая стена
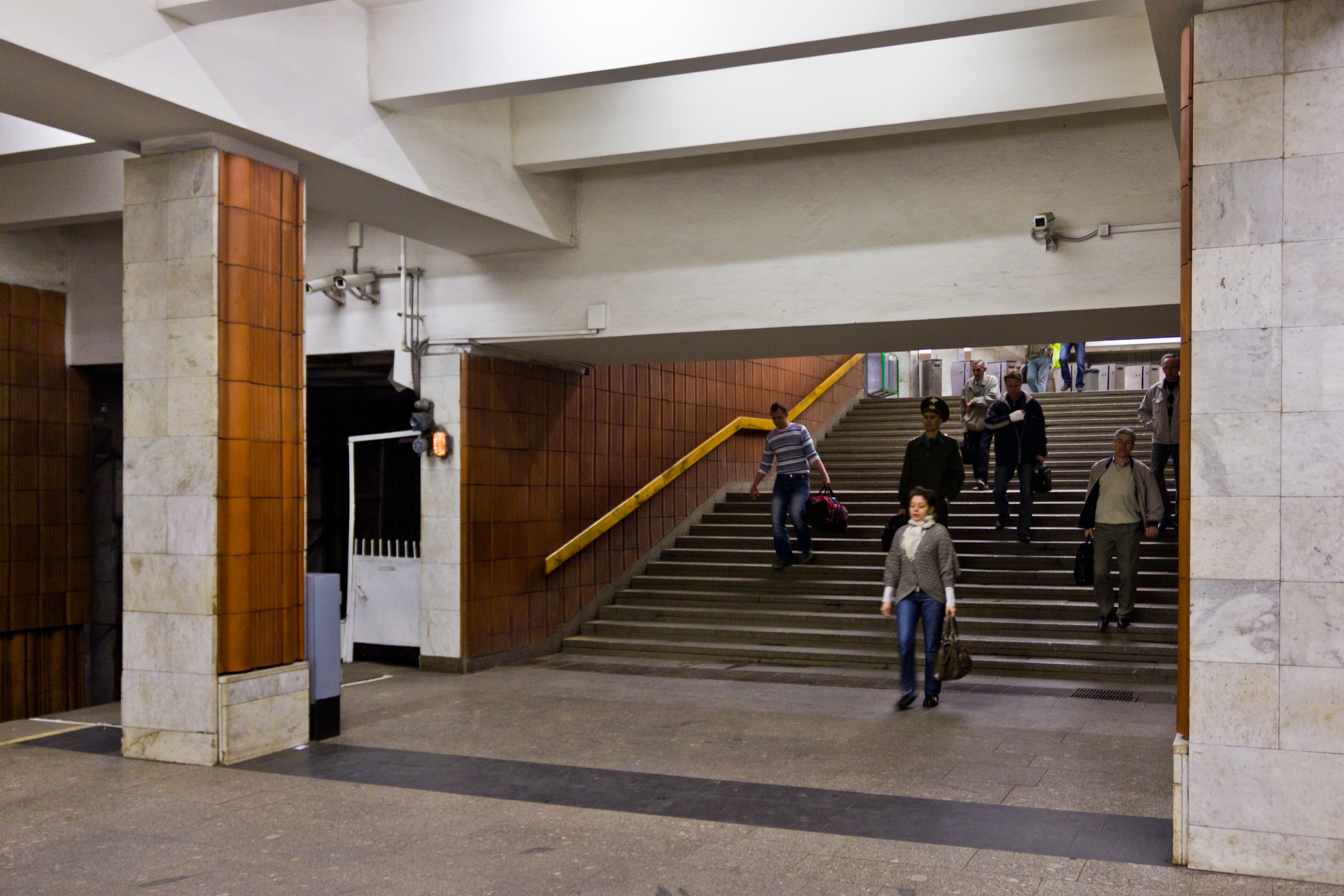
Южный выход
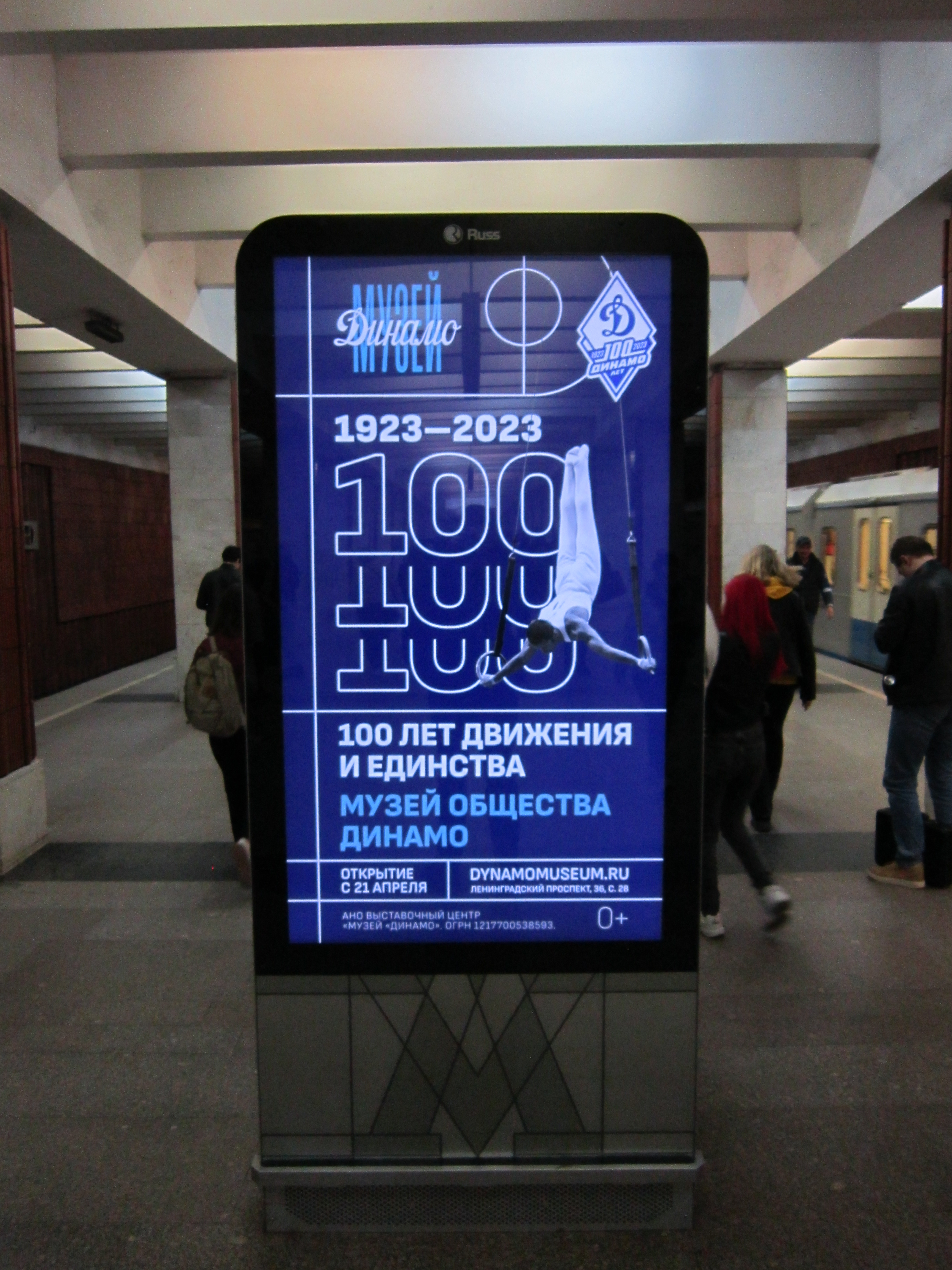
Рекламная установка компании Russ Outdoor на станции (2 экрана с обеих сторон). Всего на станции 2 установки, суммарно 4 экрана
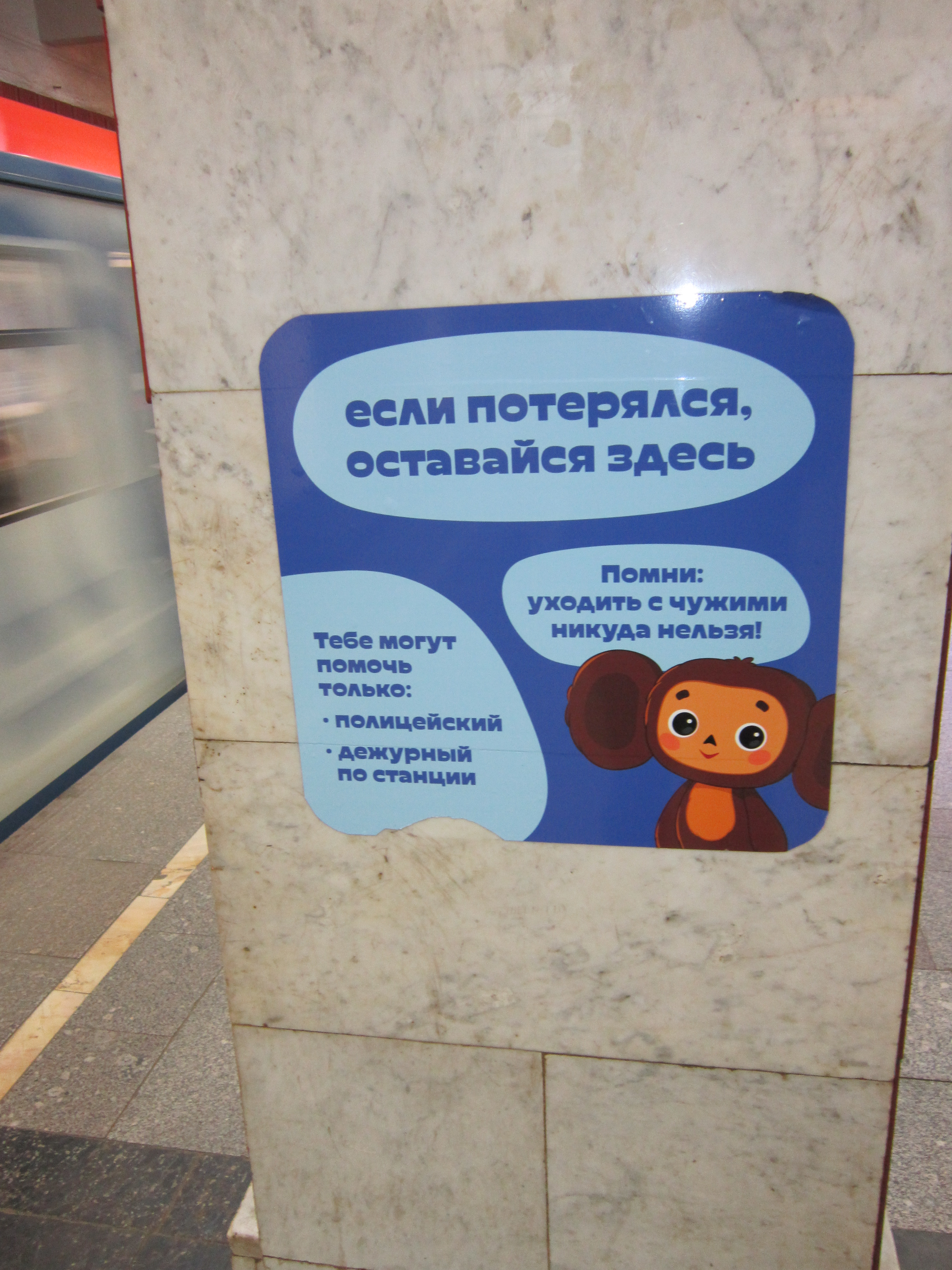
Указатель для детей «Если потерялся, оставайся здесь»
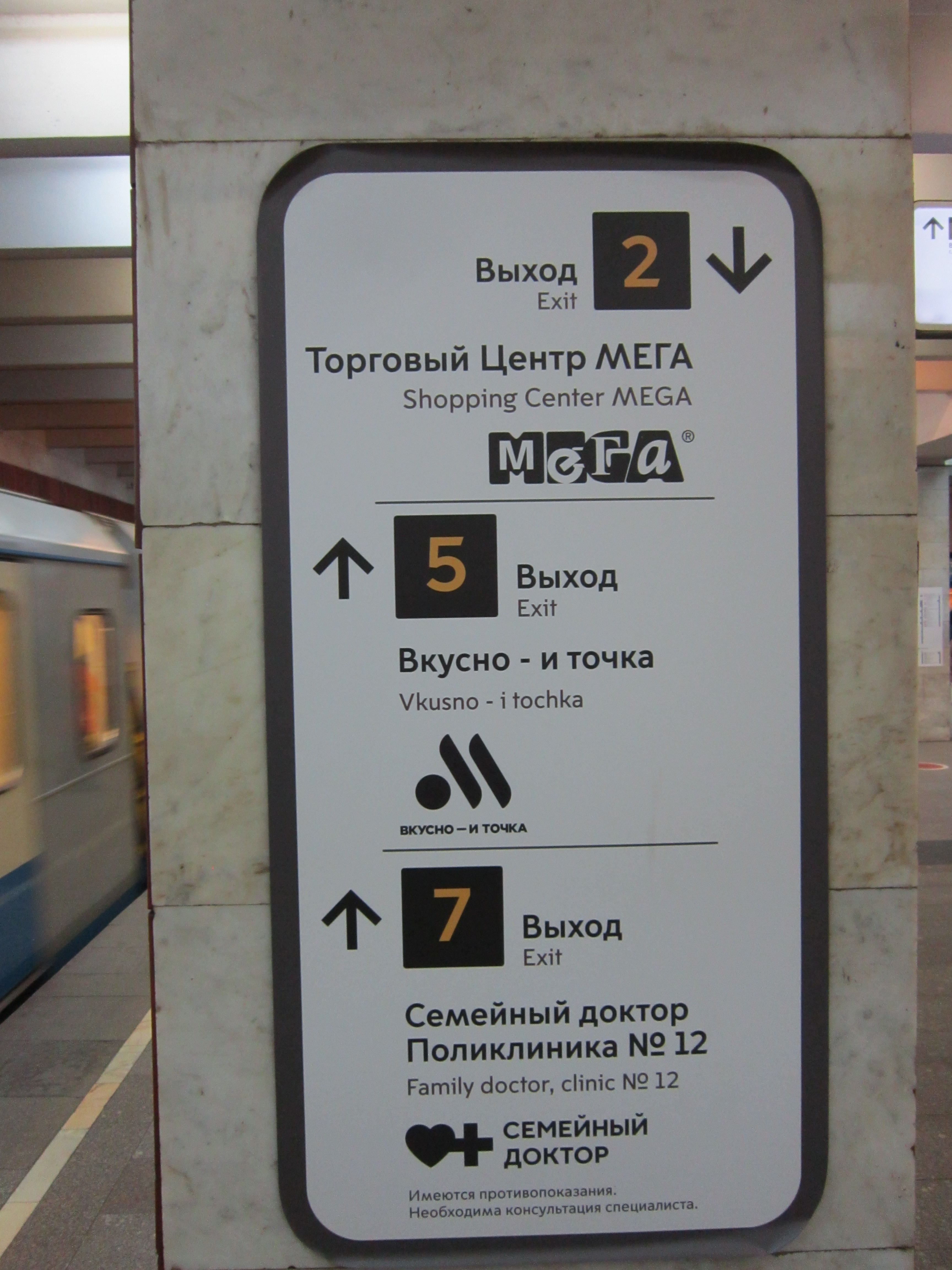
Указатель к выходу с рекламой